# RT-23 UTTH
RT-23 UTTH“勇者”洲际弹道导弹（俄语：РТ-23 УТТХ，北约代号：“手术刀”修改版2/修改版3）是俄罗斯的一款洲际弹道导弹，它是由RT-23洲际弹道导弹改进而来。目前已经全部从俄罗斯战略火箭军中退役。

## 历史
1982年，苏联政府开始了对RT-23洲际弹道导弹的升级工作，1985年开始了RT-23 UTTH“勇者”际弹道导弹进行测试，RT-23 UTTH中的15ZH61子类型导弹的服役时间为1987年至2005年，15P060子类型的导弹的服役时间为1988年至2001年。

## 性能
| 项目     | 性能      | 备注 |
| -------- | --------- | ---- |
| 射程     | 10000公里 |      |
| 发射重量 | 104.5吨   |      |
| 长度     | 22.6米    |      |
| 最大直径 | 2.4米     |      |